# 異型小腺房増殖
異型小腺房増殖（いけいしょうせんぼうぞうしょく、英: Atypical small acinar proliferation; ASAP）とは、泌尿器科病理学的前立腺生検において、細胞異型等の所見に乏しく良性か悪性かを判定できない、意義不明の腺癌様病変である。
ASAPは通常、悪性腫瘍の前段階または上皮内癌（carcinoma in situ）とは見做されず、診断の不確実性を表すものであり、パップテストにおける重要性不明の異型扁平上皮細胞（atypical squamous cells of undetermined significance; ASCUS）の診断に類似している。

## 腺癌との関係
ASAPと診断された場合、その後の生検で前立腺腺癌が見つかる確率は約40％であり、これは高悪性度前立腺上皮内新生物（high-grade prostatic intraepithelial neoplasia; HGPIN）がある場合よりも高い。

## 管理
ASAP検出時は再生検を実施すべきである。泌尿器科医を対象としたある調査では、回答者の98％がASAPを再生検の十分な理由と考えている。